# ستيب دروز
ستيب دروز (بالكرواتية: Stipe Drviš)‏ مواليد 8 يونيو 1973 في جمهورية كرواتيا الاشتراكية، هو ملاكم محترف كرواتي سابق صنّف ضمن فئة الوزن الثقيل بدأ مسيرته الاحترافية سنة 1999 حيث انتصر في نزاله الأول. سبق أن شارك في دورة الألعاب الأولمبية الصيفية سنة 1996. حقق الميدالية الفضية في ألعاب البحر الأبيض المتوسط 1997.

## إحصائيات
خاض خلال مسيرته 34 نزالا، فاز في 32 ولم يتعادل وخسر في 2. فاز بالضربة القاضية في 13 نزالا.

## الميداليات
| الميدالية | المسابقة                        |
| --------- | ------------------------------- |
| فضية      | ألعاب البحر الأبيض المتوسط 1997 |

## روابط خارجية
- ستيب دروز على موقع بوكس ريك (الإنجليزية) (registration required)
- ستيب دروز على موقع اللجنة الأولمبية الدولية (الإنجليزية)
- ستيب دروز على موقع أوليمبيديا (الإنجليزية)
- ستيب دروز على موقع اللجنة الأولمبية الكرواتية (مؤرشف) (الكرواتية)